# حارث بن سریج
ابوحاتم، حارث بن سریج بن یزید تمیمی معروف به حارث بن سریج عربی از قبیله بنی تمیم بود. او آغازگر انقلاب خراسان بود که به مدعای مقابله با ظلم امویها در زمان خلیفه هشام بن عبدالملک اتفاق افتاد. انقلابی که از سال ۱۱۶ ه. ق تا سال ۱۲۷ ه. ق به طول انجامید. او ادعای رجوع به کتاب و سنت را داشت و به عنوان یکی از رهبران مرجئه شناخته می‌شد  و درفشش سیاه رنگ بود. نسب حارث به مجاشع ابن درام می‌رسید از همین رو با نسبت مشاجعی نیز از او یاد شده‌است.

## آغاز انقلاب
در سال ۱۱۶ هجری، حارث بر عاصم بن عبدالله امیر اموی خراسان خروج کرد. او ادعای دعوت به قرآن و سنت داشت و درفش سیاه برافراشت. وعده داد که از تازه مسلمانان خراسان جزیه نگیرد و بر کسی ظلم ننماید. حارث بر قسمت‌های بسیاری از خراسان استیلا یافت. سپاهش نخست فاریاب سپس بلخ، جوزجان، طالقان و مروالرود را به تسخیر درآوردند. چون به دروازه‌های مرو رسید یارانش او را از حمله به مرو بازداشتند و او را گفتند "مرو مرکز خراسان است و سپاهیانش بسیار". حارث به سخنانشان گوش فرا نداد و با سپاهی بزرگ راهی مرو شد. عاصم ابن عبدالله او را شکست داد و بسیاری از یاران حارث در رودهای مرو و جیحون غرق شدند. و با او تنها سه هزار کس باقی ماندند.

## پس از شکست نخستین
آنگاه که هشام بن عبدالملک امیری خراسان را به اسد بن عبدالله اقسری داد، جدیع بن علی کرمانی را به قلعه‌ای در تخارستان که حارث و یارانش در آن بودند فرستاد. او پس از محاصره قلعه را گشود و بیشتر یاران و اهل حارث را در بازار بلخ فروخت. پس حارث در نبرد خاقان ترک در برابر اسد ابن عبدالله با او همراه شد.

## در زمان خلیفه یزید بن ولید
حارث تا سال ۱۲۶ هجری در سرزمین ترک‌ها ماند. زمانی که بین امیر نصر بن سیار و جدیع بن علی کرمانی در خراسان جنگ در گرفته بود نصر از ترس قدرت گرفتن حارث و اتحادش با کرمانی ترسید پس از خلیفه یزید بن ولید برای او امن گرفت. حارث به سال ۱۲۷ هجری به خراسان بازگشت و به مروالرود رفت. نصر امان نامه حارث را به همراه هزار دینار برای او فرستاد و به او ابراز دوستی کرد. حارث دینارها را برای نصر پس فرستاد و پیام داد که دنیا برای من ارزش ندارد اگر به کتاب و سنت عمل کنی در برابر دشمنت یاری ات خوهم کرد. او این پیام را به کرمانی نیز فرستاد.

## پس از خلافت مروان بن محمد
چون خلافت به مروان بن محمد رسید نصر بن سیار با او بیعت کرد اما حارث از بیعت با او سر باز زد. نصر حارث را به جماعت دعوت کرد و او را از تفرقه و بازی دشمن را خوردن باز داشت و دویست هزار درهم برای او فرستاد. حارث باز نپذیرفت و به کرمانی پیوست و با او مرو را گشود و به مرو وارد شد و مردم را امان داد. او به سال ۱۲۸ هجری در مرو به دست جدیع بن علی کرمانی کشته شد.

## نتیجه انقلاب حارث
انقلاب حارث زمینه برای شورش عباسیان و پیروزی شان را فراهم کرد. درفش سیاه حارث را بعدها ابومسلم خراسانی دوباره برافراشت و قیامی را آغاز کرد که انجامش سقوط امویان بود.